# Lara de Lemos
Lara Fallabrino Sanz Chibelli de Lemos (Porto Alegre, 22 de julho de 1923 — 12 de outubro de 2010) foi uma poeta, jornalista, tradutora e educadora brasileira.

## Biografia
Órfã de pai e de mãe aos cinco anos de idade, Lara Fallabrino Sanz Chibelli de Lemos foi criada pela avó em Caxias do Sul. Pela Pontifícia Universidade Católica do Rio Grande do Sul, ela se diplomou em História e Geografia (1945), em Pedagogia (1951) e em Jornalismo e Comunicação Social (1958). Lemos ainda se graduou em Direito, pela Universidade Candido Mendes, no ano de 1975. Além disso, especializou-se em literatura inglesa na Southern Methodist University, nos Estados Unidos.
A estreia de Lara de Lemos como escritora se deu em 1955, na Revista do Globo, para a qual escreveu contos, entre os quais "Homem no bar" e "Mulher só". Em 1958, Lemos passou a colaborar para o Correio do Povo e, mais tarde, para muitas outras publicações, tais como Última Hora, Jornal do Brasil e Tribuna da Imprensa. Participante das causas políticas da época, ela escreveu, ao lado de Paulo César Pereio, o Hino da Legalidade em 1961, defendendo a posse de João Goulart. Contudo, foi obrigada a interromper sua carreira jornalística por causa do regime militar, tendo ela própria e sua família sido presos.
Tendo se mudado para o Rio de Janeiro, Lemos trabalhou para o Ministério da Educação, como inspetora de Ensino Superior e técnica em Assuntos Educacionais. Lecionou História Geral no ensino público do Rio Grande do Sul e foi professora-assistente de Economia Política na Universidade Candido Mendes.
Por muitos anos, Lara de Lemos residiu em Nova Friburgo.

## Obra poética
- Poço das Águas Vivas (1957), Prêmio Sagol;
- Canto Breve (1962);
- Aura Amara (1968), Prêmio Jorge de Lima, do Instituto Nacional do Livro;
- Para um Rei Surdo (1973)
- Amálgama (1974), antologia;
- Adaga Lavrada (1981)
- Palavravara (1986)
- Haicais (1989)
- Águas da Memória (1990), Prêmio Nacional de Poesia Menotti del Picchia;
- Dividendos do Tempo (1995), Prêmio Açorianos de Poesia;
- Inventário do Medo (1997);
- Passo em Falso (2006);